# Lading (plaats)
Lading is een plaats in de Deense regio Midden-Jutland, gemeente Favrskov, en telt 436 inwoners (2007).